# Jag stannar tiden
Jag stannar tiden är en svensk dokumentärfilm från 2014 i regi av Gunilla Bresky. Filmen skildrar den ryske krigsfotografen Vladislav Mikosja (1909–2004) och via hans berättelser och fotografier ges en inblick i andra världskriget.

## Om filmen
Filmen producerades av Jan Blomgren för Bob Film Production AB. Den samproducerades av Sveriges Television AB, Nordnorsk Filmsenter, Norsk Rikskringkasting, Filmpool Nord AB, Jabfil och Lavr Studio med produktionsstöd från Stiftelsen Svenska Filminstitutet. Filmen klipptes av Fredrik Ydhag.
Jag stannar tiden premiärvisades den 15 januari 2014 på Tromsøs internationella filmfestival i Norge. Den 28 januari 2014 hade den Sverigepremiär på Göteborgs filmfestival och i mars samma år visades den på Tempo dokumentärfestival i Stockholm. Den hade svensk biopremiär på Hagabion i Göteborg den 5 december 2014.
Dzjemma Firsova Mikosja är filmens berättarröst. Mikosjas svenska röst görs av Jonas Karlsson.

## Mottagande

### Kritikerröster
När filmen visades vid filmfestivalen i Tromsø i januari 2014 gav den norska dagstidningen Nordlys filmen högsta betyg, 6 av 6. Recensenten skrev: ”Briljant om okänd filmsoldat. Gunilla Bresky är en historieberättare i världsklass. Jag stannar tiden är en av de allra bästa och vackraste dokumentärfilmer jag kan minnas att jag sett.”
I Sverige gav Göteborgs-Posten filmen betyget 4 av 5. Recensenten Maria Domellöf-Wik skrev "Filmen växer till en upplevelse av krigets vansinne som i somliga stunder kan mäta sig med de allra bästa..."

### Priser
| År   | Festival                             | Kategori                                                   |      |
| ---- | ------------------------------------ | ---------------------------------------------------------- | ---- |
| 2014 | Prix Europa                          | Hedersomnämnande                                           | Vann |
| 2014 | Tromsøs internationella filmfestival | Den internationella festivaljuryns (FICC) Don Quijote-pris | Vann |
| 2014 | Tempo dokumentärfestival             | Tempo Documentary Award                                    | Vann |
| 2015 | Edith-priset                         | Bästa filmklipp                                            |      |